# قمرة سيدي المحروس (مسلسل)
قمرة سيدي المحروس مسلسل تاريخي درامي تونسي يتكون من خمس عشرة حلقة، عُرض في رمضان سنة 2002 على قناة تونس 7، وهو من تأليف علي اللواتي وإخراج صلاح الدين الصيد، تدور أحداثه في الفترة الممتدة بين الحرب العالمية الثانية واستقلال البلاد التونسية من الحماية الفرنسية، حيث تناول المسلسل ما عرفته تلك الفترة من نضال الحركة الوطنية التونسية ومساهمة المقاومة المسلحة في نيل الاستقلال ضمن إطار تاريخي، درامي واقعي.

## القصة
محمود صابر، طبيب جراح من أصول متواضعة، وُلد في إحدى قرى الساحل التونسي ونشأ في دير للراهبات الكاثوليك. وهو متزوج من امرأة فرنسية وأب لطفلة صغيرة.
انفصل عن زوجته وعاد إلى تونس ومارس مهنته في مصحة الدكتور عبد الله صويلح، وهو أحد الأعيان المرتبطين بفرنسا ومتزوج من ابنة ضابط شرطة فرنسي، مارسيل باسكاليني. تريد ابنتهما صبيحة الزواج من حمدة السرايري، ممرض التخدير في المصحة والناشط السري في الحزب الحر الدستوري الجديد، لكنه يرفضها. ثم تلجأ إلى محمود صابر الذي يتزوجها. هذا الأخير سُجن لعدة أيام من قبل القوات النازية التي دخلت البلاد في الأربعينات، فقد شهادته الجامعية في الطب لكنه استمر في ممارسة مهنته بموافقة الدكتور صويلح. في ذلك الوقت، اشتكى سالم مردوم (ممرض في المصحة وعشيق مارسيل) عمل محمود غير القانوني أمام الشرطة الفرنسية، وكذلك النشاط النضالي لصهره حمدة المتزوج من ابنته ليليا. يحكم على حمدة بالأشغال الشاقة عشرين سنة ولا يخرج من السجن إلا مع نيل الاستقلال، بينما ينفصل محمود وصبيحة بعد كذبة سالم التي بموجبها كان محمود على علاقة بليليا. سالم مردوم ومارسيل صويلح يتم اغتيالهما أخيرًا على يد مختار، سائق الدكتور صويلح.
أما عائلة المحروس فهي عائلة متصوفة من أعيان مدينة تونس العتيقة: ماميّة المحروس، هي مقدّمة (مسؤولة) زاوية سيدي المحروس، (وهو ضريح ولي صالح مدفون في غرفة بمنزل العائلة الكبير) لديها ابن اسمه عبد المجيد مدمن على شرب الكحول وخاضع لتسلط والدته، وشقيق اسمه بكار يعمل كاتباً، وأختها الكبرى زنيخة التي تحب عبد المجيد مثل ابنها. تدخل ماميّة في صراع مع جارها عبد الله صويلح الذي يرى أن الزاوية تنافس مصحته وأن هذه المنافسة تثمل صراعاً بين العلم والشعوذة.
من جانب آخر، دليلة هي فتاة فقيرة جميلة، ووالدتها عزيزة الصماء البكماء، يتم طردهما من منزل فضيلة النوالي، زوجة التاجر الغني صالح النوالي لغيرتها من جمالها وخوفها على زوجها. بعد ذلك، يرحب بهم بكار المحروس في منزل العائلة، لكن بعد تعرضها للتحرش الجنسي من قبل عبد المجيد، ينتهي الأمر بدليلة بمغادرة المنزل مع والدتها للذهاب إلى زُهرة، وهي امرأة متواضعة تستأجر غرفة في منزل تملكه فضيلة النوالي. تبدأ دليلة بعد ذلك في إظهار دوافع صوفية، مما دفع نساء المدينة لزيارتها، لكنها مصابة بمرض الصرع. وإثر هذه الأحداث يطلب بكار المحروس من محمود صابر علاج دليلة، التي تقع في حبه تدريجيًا.
فضيلة، التي ترغب في الاستفادة من هذا الوضع الجديد، تقدم غرفة لدليلة ووالدتها. أما عبد المجيد، الواقع في حب دليلة، يرغب في الزواج منها لكن والدته ترفض في البداية، بسبب حالة الفتاة وأصولها المتواضعة للغاية، لكنها في النهاية تقبل ذلك. تتعرض دليلة وعزيزة للمعاملة السيئة من قبل فضيلة، ويتم الترحيب بهما من قبل عائلة المحروس، وتخطب دليلة لعبد المجيد. لكن بوراوي الحنش، وهو متسكع خطير تعاون مع الفرنسيين خلال الحرب العالمية الثانية، يريد أيضًا الزواج من دليلة، وبالتالي يضايق عبد المجيد، الأمر الذي لا يمنع هذا الأخير من الزواج. وفي إحدى الليالي، عندما يعود مع دليلة من أحد المقاهي، تطردهما ماميّة من المنزل. بعد ذلك، أقلع عبد المجيد عن الكحول، واستأجر منزلاً صغيراً وبدأ العمل مع مقداد، وهو نادل من أصول ريفية متواضعة، والذي أصبح محاسباً لدى فضيلة بعد وفاة زوجها صالح. مع تطور الأحداث، تصر فضيلة على الزواج من مقداد رغم فارق السن بينهما، لكن مقداد يلتقي بحلومة ابنة زُهرة، اللذان يقعان في حب بعضهما فيهربان ليلة زفاف مقداد وفضيلة التي انتهى بها المطاف بالزواج من بوراوي الحنش.
مع سماعها خبر سجن محمود، تحزن دليلة؛ فيقوم عبد المجيد بضربها، مما يتسبب في فقدان طفلها الذي كانت تحمله منذ ثمانية أشهر. وينتهي الأمر بالزوجين بالعودة إلى منزل المحروس، وينضم عبد المجيد إلى الفلاقة في الجبل حيث يموت شهيدًا. يقرر محمود أن يعلن حبه لدليلة فتطلب منه تركها بعد إغماءها فيقوم بمغادرة تونس. في النهاية، مع إصابة ماميّة بالشلل، تصبح دليلة في النهاية مقدّمة الزاوية. أظهرت أحداث المسلسل أنها وُلدت لأب مجهول، وكشف في النهاية أنها الابنة البيولوجية لعبد الله صويلح.

## الشخصيات

### الشخصيات الرئيسية
- فتحي الهداوي: «محمود صابر» طبيب جراح تونسي
- لطفي الدزيري: «الدكتور عبد الله صويلح» طبيب مختص في أمراض الكلى، صاحب مصحة
- منى نور الدين: «ماميّة المحروس» مقدّمة زاوية سيدي المحروس
- حسن الخلصي: «بكار المحروس» شقيق ماميّة
- فريال قراجة: «دليلة المحروس» كنّة ماميّة وابنة الدكتور صويلح
- جمال ساسي: «عبد المجيد المحروس» ابن ماميّة وزوج دليلة
- وجيهة الجندوبي: «صبيحة صويلح» ابنة الدكتور صويلح
- فتحي المسلماني: «حمدة السرايري» ممرض مخدر في مصحة صويلح
- سامية رحيم: «مارسيل باسكاليني» زوجة الدكتور صويلح ووالدة صبيحة، فرنسية الجنسية
- علي بنور: «سالم مردوم» ممرض في مصحة صويلح
- ريم الرياحي: «ليليا مردوم» ابنة سالم وزوجة حمدة، طبيبة أسنان
- يونس الفارحي: «مقداد» نادل في «مقهى بن عيسى»
- آمال البكوش: «زنيخة المحروس» شقيقة ماميّة وبكار
- عزيزة بولبيار: «عزيزة» والدة دليلة، صماء بكماء
- ليلى الشابي: «فضيلة النوالي» أحد أعيان مدينة تونس وأرملة تاجر ثري
- علي مصباح: «منوبي» موظف الاستقبال في مصحة صويلح

### الشخصيات الثانوية
- صلاح مصدق: «مصطفى» جزار قرب مصحة صويلح
- عيسى حراث: «العايش» عراف قرب مصحة صويلح
- كوثر بلحاج: «حلومة» صديقة دليلة وزوجة مقداد
- محمد دغمان: «يوسف» محامي، صديق مقداد
- سليم محفوظ: «بلبل» أحد مرتادي «مقهى بن عيسى»
- سهام مصدق: «سيّدة» ممرضة في مصحة صويلح
- مارتين قفصي: «تيريز مردوم» زوجة سالم ووالدة ليليا، فرنسية الجنسية
- خديجة بن عرفة: «منوبية» جارة عائلة المحروس
- أنيسة لطفي: «زُهرة» والدة حلومة
- حمادي الوهايبي: «بوراوي الحنش» متسكع متعاون مع الفرنسيين
- عبد الغني بن طارة: «صالح النوالي» تاجر ورجل أعمال، زوج فضيلة
- توفيق البحري: «جلول» أحد المتعاونيين مع سلطات الحماية الفرنسية

## الجوائز
عُرض المسلسل في التلفزيون الجزائري في سنة 2006 وحصد جائزة أفضل مسلسل مغاربي خلال الدورة الثالثة لجائزة الفنك الذهبي بالجزائر العاصمة التي نظمت يوم 19 فبراير 2006.